# Suore del Divin Pastore
Le Suore del Divin Pastore (in spagnolo Hermanas del Divino Pastor; sigla D.P.) sono un istituto religioso femminile di diritto pontificio.

## Storia
La congregazione fu fondata il 4 gennaio 1900 ad Antequera, in Messico, dal gesuita Antonio Repiso Martínez.
Eulogio Gillow y Zavalza, arcivescovo di Antequera, approvò le costituzioni dell'istituto il 31 luglio 1902 e si mostrò benevolo verso lo stesso ma, desiderando mantenere le suore sotto la sua giurisdizione, non permise alle religiose di trasferire il noviziato a Città del Messico e ostacolò la fondazione di case fuori dalla sua diocesi, né richiese l'approvazione pontificia per l'istituto.
A causa della persecuzione religiosa in Messico, il noviziato della congregazione fu trasferito a Eagle Pass, in Texas, e fu ristabilito a Città del Messico nel 1935.
L'istituto ricevette il pontificio decreto di lode il 20 aprile 1942.

## Attività e diffusione
Le suore si dedicano alla cooperazione all'apostolato sacerdotale, all'istruzione della gioventù e all'insegnamento del catechismo, all'aiuto alle missioni e agli esercizi spirituali.
La sede generalizia è a Città del Messico.
Alla fine del 2015 l'istituto contava 125 religiose in 20 case.